# Livre d'images de madame Marie
Le Livre d'images de madame Marie, appelé aussi Images de la vie du Christ et des saints est un manuscrit enluminé, daté vers 1285, conservé à Bibliothèque nationale de France (NAF 16251). Il contient 87 miniatures en pleine page peintes par deux artistes dans le Brabant ou le Hainaut, peut-être à Cambrai. Il a probablement été commandé par Marie de Rethel. 

## Historique
Le livre a été peint vers 1285 probablement à Cambrai. Il a été commandé par Marie de Rethel (morte en 1315), qui est représentée en religieuse à plusieurs reprises au pied de saints. Elle est la fille de Manassès V de Rethel et l'épouse de  Gautier d’Enghien, avec qui elle se marie en 1266, qui est le cousin de Sohier d’Enghien, châtelain de Mons de 1290 à 1311. Le couple réside dans cette même ville. La dame est connue de son temps pour plusieurs dons aux institutions ecclésiastiques de la région. Elle a commandé par ailleurs une traduction du Liber de Monstruosis de  Thomas de Cantimpré, aujourd'hui aussi à la Bibliothèque nationale de France (Fr.15106). À sa mort en 1315, elle est inhumée à l'abbaye de Cambron. 
Après sa mort ou peut-être avant, le manuscrit est donné à une abbaye cistercienne, l'abbaye de Cambron justement ou celle féminine de Beaupré. C'est sans doute à cette époque que la figure de la donatrice est recouverte de peinture sur les miniatures. Plusieurs propriétaires suivants laissent leur nom en ex-libris dans l'ouvrage au folio 106 : au XVIIe siècle, « Margrit Angelic d'Oÿenbrüghe de Duras », chanoinesse à l'abbaye de Munsterbilzen, à proximité de Maastricht ; en 1673, à Pierre Van Lierde qui habite rue des Herminet à Arras. Le manuscrit contient une lettre collée en fin de volume signée Lazare Carnot datée du 20 février 1813. Celui-ci y indique faire don du livre à sa sœur Jeanne-Pierrette Carnot en mémoire de sa femme récemment défunte et ancienne propriétaire du manuscrit. Au folio 106, il est d'ailleurs indiqué que « Ce livre appartient à Jeanne-Pierrette Carnot, [sœur] hospitalière à Nolay. Ce 2 may 1813 ». Son portrait figure en médaillon au folio 1 verso. Par la suite, il y est indiqué qu'A. Dupont Carnot en fait don à sa fille Fély Bertrand à Autun, le 29 décembre 1828, il appartient enfin à François Carnot en 1897. Il est acquis par la Bibliothèque nationale de France entre 1969 et 1971 parle biais d'un échange.

## Description
Le manuscrit commence par un calendrier (f.1-12v.) suivant le rite cistercien, qui rappelle probablement l'ordre du maître de conscience ou confesseur de la commanditaire. Il est suivi d'une liste des légendes des images du manuscrits (f.13-17v) puis de l'ensemble des 87 miniatures en pleine page sur des feuillets en parchemin (f.18-104). Il s'agit de scènes de la vie du Christ et de litanies de saints. Ces derniers sont choisis notamment en fonction des origines géographiques de la commanditaire. Cette dernière a été représentée au pied de dix d'entre-eux : Michel, Jean le Baptiste, Paul, Jean l'évangéliste, Jacques le Grand, Christophe, Francois, Catherine, Marguerite (aujourd'hui perdue) et Agnès. Elle a été effacée partout sauf au pied de Jacques.

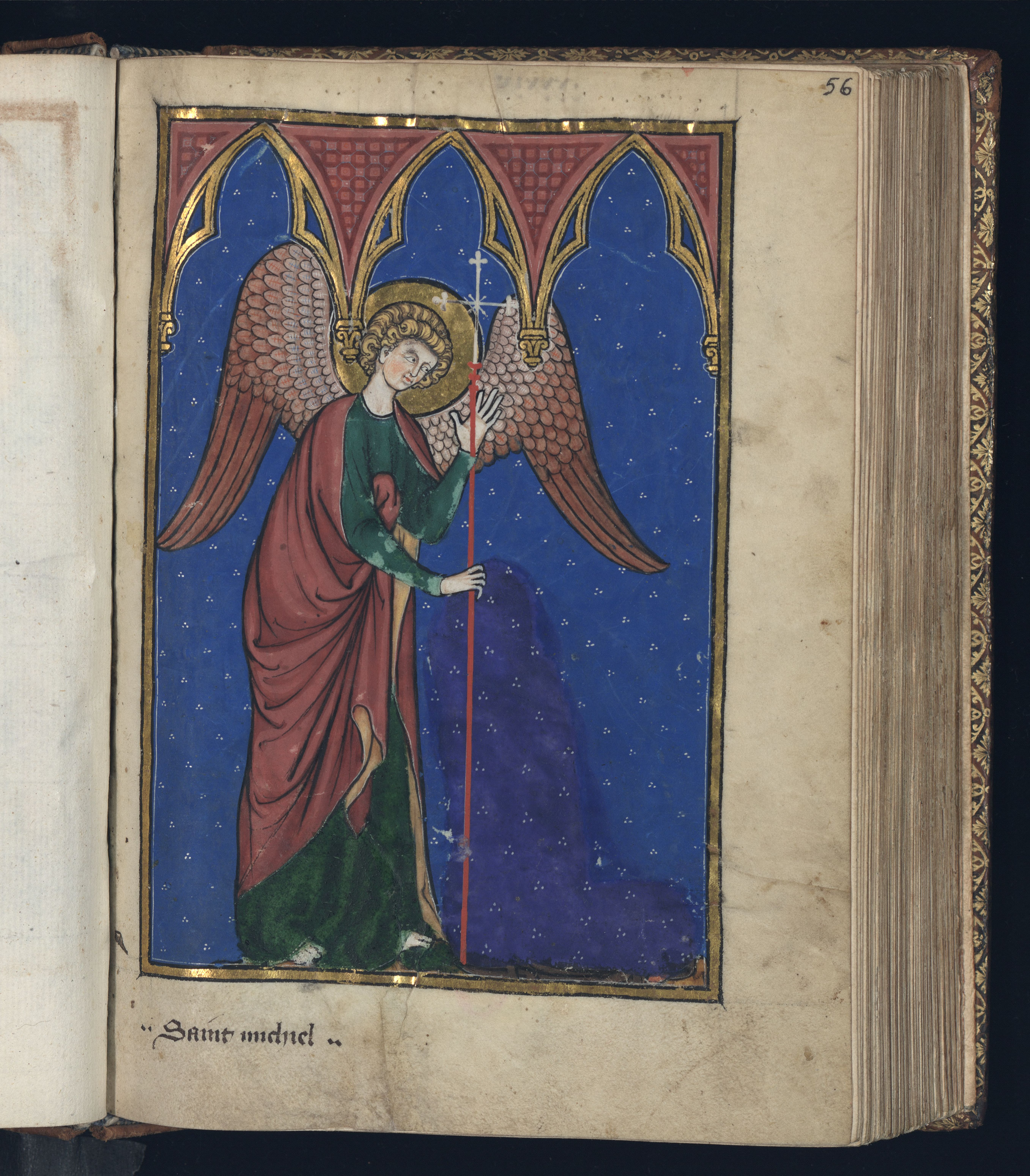
L'archange saint Michel, avec Madame Marie à ses pieds, partiellement effacée, f.56r.
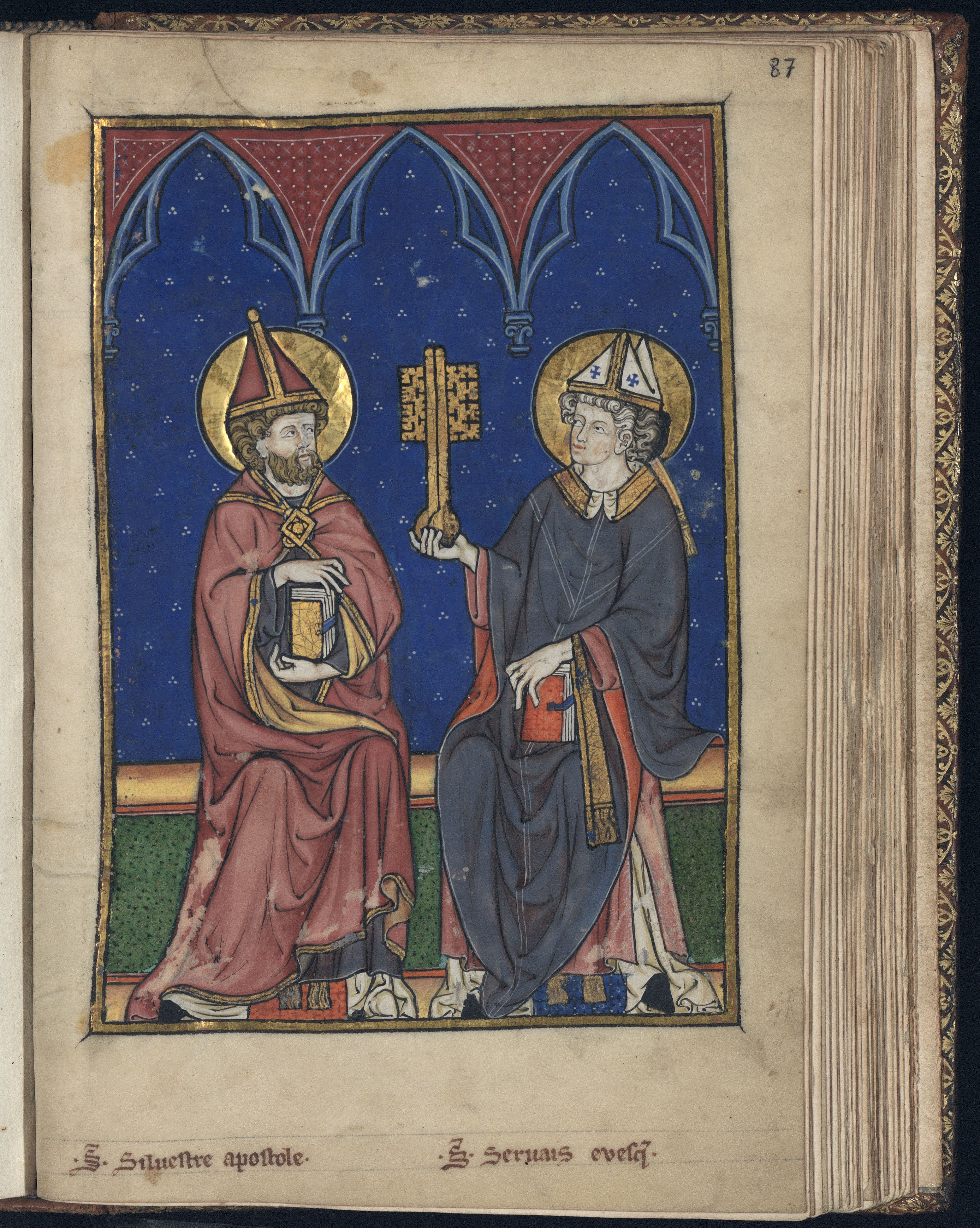
Saint Sylvestre et saint Servais, f.87r.

Les miniatures sont attribuées à deux artistes. Le principal est totalement anonyme et il s'agit de sa seule œuvre attribuée. Il a probablement travaillé à des œuvres monumentales comme des fresques ou des cartons de vitraux. Son assistant a été identifié à Maître Henri, un enlumineur qui a par ailleurs peint un compendium du Bestiaire de Richard de Fournival, de petites lettrines dans une Vies de saints datée de 1285 (BNF, Fr.412) et de nombreux autres manuscrits.